# Shirley Carvalhaes
Shirley Carvalhaes de Camargo (Rio de Janeiro, 7 de setembro de 1954), é uma cantora brasileira de música cristã contemporânea, que atua no segmento pentecostal.
Chamada de "Rainha da Música Gospel" no Brasil, possui mais de 45 anos de carreira e mais de 30 álbuns lançados, tendo sido a cantora que mais vendeu discos nos anos 1980 e 1990 no nicho religioso.

## Carreira
Filha de Esther e Antonio Mariano, Shirley nasceu na capital carioca e foi criada em um lar simples em Mesquita, então distrito de Nova Iguaçu, na Baixada Fluminense. A cantora costuma contar em entrevistas que sua religiosidade foi influenciada diretamente por seus pais, de forma que seu interesse pelo ministério se deu de forma natural e sem imposições. Conta também que em criança, sempre acompanhava seus pais nas idas à igreja.
O início de sua carreira se deu em 1975, quando Shirley, aos 22 anos de idade, foi convidada para substituir a esposa do cantor Wilson de Almeida por advento de problemas de saúde sofridos. No lugar da cantora titular, Shirley assumiu os vocais do disco. A produção foi lançada em janeiro do ano posterior.
Com mais de 35 álbuns e diversas coletâneas, Shirley produziu boa parte de suas obras junto à gravadora Rocha Eterna, produtora na qual a cantora fez sua estreia, e metade deles independente. A cantora volta a gravadora Rocha Eterna e grava o álbum De Coração pra Coração em 1993. No ano seguinte, lançou o álbum Primeiro Amor pela Nancel Produções e, em 1995, lançou o álbum Quero Te Adorar pela Continental - Warner Music e posteriormente relançado pela gravadora Rocha Eterna. Posteriormente, a artista voltaria a lançar um álbum pela Rocha Eterna em 1996: o Especial Vol.1, seu último álbum pela gravadora onde começou a sua carreira. Nos anos seguintes, lançou mais três álbuns pela Nancel Produções, sendo que o álbum Olhos de Quem Ama posteriormente foi relançado pela Rosa de Saron em 1998. O último gravado pela Nancel Produções foi em 1999. A maioria dos álbuns gravados pela gravadora Rocha Eterna e de forma independente foram relançados pela gravadora Nancel Produções, Glory Records, Rio Music e por outras gravadoras. Em seguida, lançou dois álbuns pela Franc Records em 2000 (Ninguém Vai Calar Meu Canto) e 2002 (Não Temas), tendo lançado também o álbum Canções para Buscar o Espírito Santo pela Sião Records em 2001. De 2003 a 2011, fez parte do cast da Art Gospel, onde lançou seis álbuns e no ano de 2008 recebeu o disco de pérola pela vendagem superior a mais de 1.000.000 de cópias com os álbuns lançados pela gravadora. Assinou contrato com a Sony Music Brasil em 2012, gravadora pela qual lançou dois álbuns e recebeu algumas premiações em vendas. Em 2018, a cantora assinou contrato com a MK Music, considerada a maior gravadora brasileira de música cristã contemporânea.
Em 2020, a cantora encerra sua jornada na MK Music e assina contrato com a gravadora "Maximus Records".
No dia 21 de abril de 2022, Shirley gravou um DVD de comemoração dos seus 45 anos de carreira, onde teve várias participações especiais como: Lauriete, Mattos Nascimento, Elaine de Jesus, Andrea Fontes, Robinson Monteiro, Mara Lima, Anderson Freire, Elaine Martins, Jozyanne, dentre outros.

## Discografia
| Ano de Gravação | Título                               | Gravadora                      | Produção                                      | Certificação                              |
| 1977            | Acima das Estrelas                   | Rocha Eterna                   | José Pio                                      | Platina[carece de fontes?] 300.000        |
| 1978            | Supremo Autor                        | Rocha Eterna                   | Milton R. Carvalho                            | Ouro[carece de fontes?] 150.000           |
| 1979            | Morada de Deus                       | Rocha Eterna                   | Milton R. Carvalho                            | Ouro[carece de fontes?] 160.000           |
| 1980            | Santo Amor de Deus                   | Rocha Eterna                   | Milton Roberto                                | Ouro[carece de fontes?] 150.000           |
| 1981            | Tesouro Incomparável                 | Rocha Eterna                   | Josué Vasconcelos                             | Ouro[carece de fontes?] 180.000           |
| 1982            | Asas da Humilhação                   | Rocha Eterna                   | Milton Roberto                                | 2× Platina[carece de fontes?] 600.000     |
| 1983            | Mansões Celestiais                   | Rocha Eterna                   | Josué Vasconcelos                             | Platina[carece de fontes?] 300.000        |
| 1984            | Poemas                               | Rocha Eterna                   | Alírio Mizael                                 | Platina[carece de fontes?] 300.000        |
| 1985            | Renúncia                             | Rocha Eterna                   | Alírio Mizael                                 | 2× Platina[carece de fontes?] 600.000     |
| 1986            | Avivamento                           | Rocha Eterna                   | Alírio Mizael                                 | Platina[carece de fontes?] 350.000        |
| 1987            | Se o Amanhã                          | Rocha Eterna                   | Alírio Mizael                                 | 2× Platina[carece de fontes?] 650.000     |
| 1988            | Asas do Vento                        | Rocha Eterna                   | João Fera e Tuca Nascimento                   | Platina[carece de fontes?] 350.000        |
| 1989            | Porta de Amor                        | S. Carvalhaes Produções        | Don Ney                                       | 3× Platina[carece de fontes?] 800.000     |
| 1990            | Diga-me Porque                       | S. Carvalhaes Produções        | Don Ney e Tuca Nascimento                     | Platina[carece de fontes?] 400.000        |
| 1991            | Amigo Meu                            | S. Carvalhaes Produções        | Tuca Nascimento                               | Platina[carece de fontes?] 380.000        |
| 1992            | Pássaro Livre                        | S. Carvalhaes Produções        | Ezequiel de Matos e Tuca Nascimento           | 2× Diamante[carece de fontes?] 2.500.000  |
| 1993            | De Coração pra Coração               | S. Carvalhaes Produções        | Tuca Nascimento                               | 3× Diamante[carece de fontes?] 3.200.000  |
| 1994            | Primeiro Amor                        | Nancel Produções               | Tuca Nascimento                               | 3× Diamante[carece de fontes?] 3.500.000  |
| 1995            | Quero Te Adorar                      | Continental - Warner Music     | Melk Carvalhêdo e Tuca Nascimento             | Diamante[carece de fontes?] 1.800.000     |
| 1996            | Especial Vol.1                       | Rocha Eterna                   | Shirley Carvalhaes e Eli de Almeida           | 2× Platina[carece de fontes?] 600.000     |
| 1997            | Ao Vivo na Riosampa                  | Nancel Produções               | Tuca Nascimento                               | Ouro[carece de fontes?] 180.000           |
| 1998            | Olhos de Quem Ama                    | Nancel Produções               | Melk Carvalhêdo e Tuca Nascimento             | 2× Diamante[carece de fontes?] 2.800.000  |
| 1999            | Silêncio Aflito                      | Nancel Produções               | Melk Carvalhêdo e Tuca Nascimento             | 2× Diamante[carece de fontes?] 2.500.000  |
| 2000            | Ninguém Vai Calar Meu Canto          | Franc Records                  | Melk Carvalhêdo e Merewilton Lages            | 2× Diamante[carece de fontes?] 2.800.000  |
| 2001            | Canções para Buscar o Espírito Santo | Sião Records                   | Eraldo Taylor                                 | 2× Platina[carece de fontes?] 500.000     |
| 2002            | Não Temas                            | Franc Records                  | Merewilton Lages                              | 3× Platina[carece de fontes?] 850.000     |
| 2003            | Há uma Saída                         | Art Gospel - Aliança Produções | Melk Carvalhêdo                               | 3× Diamante[carece de fontes?] 3.000.000  |
| 2004            | Tudo Sobre Mim                       | Art Gospel - Aliança Produções | Melk Carvalhêdo e Eraldo Taylor               | 2× Diamante[carece de fontes?] 1.200.000  |
| 2005            | Página Virada                        | Art Gospel - Aliança Produções | Jairinho Manhães e Merewilton Lages           | 3× Platina[carece de fontes?] 450.000     |
| 2008            | Não Pare de Adorar                   | Art Gospel - Aliança Produções | Melk Carvalhêdo e Merewilton Lages            | Diamante 800.000                          |
| 2009            | Cenário de Vitória                   | Art Gospel - Aliança Produções | Melk Carvalhêdo e Rogério Vieira              | 2× Platina[carece de fontes?] 250.000     |
| 2011            | A Espera de Um Milagre               | Art Gospel - Aliança Produções | Wesley, Leno e Serginho                       | 2× Platina[carece de fontes?] 200.000     |
| 2012            | O Tempo de Cantar Chegou             | Sony Music Brasil              | Merewilton Lages, Cleybinho e Reginaldo Regis | 3× Platina[carece de fontes?] 450.000     |
| 2016            | Meu Coração é Teu Altar              | Sony Music Brasil              | Ronny Barboza, Cleybinho e Edmilson Braga     | 2× Platina[carece de fontes?] 180.000     |
| 2018            | Sobrevivi                            | MK Music                       | Melk Carvalhêdo                               | 3× Platina - Streaming[carece de fontes?] |